# Football Club Union Pro 1928
El Football Club Union Pro 1928 es un club de fútbol de Italia, con sede en Mogliano Veneto, en la región del Véneto. Fue fundado en 1928 y fue refundado en varias ocasiones. Compite en la Promozione Veneto, sexta categoría del fútbol italiano.

## Historia

### Fundación
El club fue fundado en 2012, después de la fusión del A.S.D Pro Mogliano Calcio (fundado en 1928) y el ASD Union Preganziol  (fundado en 1962).

### Serie D
En la temporada 2013-14 el equipo fue ascendido por primera vez, por el Eccellenza Veneto/B a la Serie D.

## Palmarés

### Torneos regionales
- Eccellenza Veneto (1): 2013-14 (Grupo B)
- Promozione Veneto (1): 2012-13 (Grupo D)
- Prima Categoria Veneto (3): 1965-66 (Grupo C), 1974-75 (Grupo C), 2010-11 (Grupo C)
- Seconda Categoria Veneto (1): 2007-08 (Grupo N)